# 宇宙軍
宇宙軍（うちゅうぐん）とは、主に宇宙空間を担当領域としている軍隊を意味する。

## 概要
SFなどにおいて空軍とは別に宇宙空間を活動範囲とする軍隊の名称として使用されてきたが、宇宙開発の発展により、アメリカ合衆国の宇宙軍 (英語: United States Space Force) など、実際に「宇宙軍」の名称をつける国も現れている。独立せずに空軍内の部隊としたり、ロシア連邦における航空宇宙軍 (ロシア語: Воздушно-Космические Силы России) のように空軍を「航空宇宙軍」と名称変更する国もある。
弾道ミサイルの早期警戒や人工衛星管制から発展した軍種であるため、各軍から迎撃ミサイルを運用する部隊、人工衛星を運用する部隊などを統合した組織となっている。おもな任務は宇宙状況の把握、監視衛星の運用、大陸間弾道ミサイルの早期警戒・迎撃、衛星攻撃兵器による人工衛星の破壊、スペースデブリ等の監視であり、2023年現在では宇宙空間での直接戦闘や攻撃衛星（宇宙兵器）による地上への攻撃などは実現していない。
宇宙条約には宇宙空間の「平和利用の原則」が記載されているが、明確に禁止されているのは「宇宙空間への大量破壊兵器の配備」および「月およびその他の天体の軍事利用」であるため、大量破壊兵器ではない兵器を天体以外の宇宙空間へ展開することや、軍事衛星の活用は、条約解釈によっては可能となる。部分軌道爆撃システムは宇宙条約に抵触しないよう、地球を周回する前に逆噴射により減速し弾頭を分離する仕組みが採用された。
第二次世界大戦中のドイツではアメリカ爆撃機計画のひとつとして、弾道飛行（衛星軌道ではない）により対蹠地でさえも爆撃できる有翼宇宙機ズィルバーフォーゲル（Silbervogel）が考案されたが、当時の技術水準では実現は困難であり、構想のみで終了した。
アメリカの戦略防衛構想 (SDI) では、ミサイル迎撃用レーザー衛星の打ち上げが予定されていたが、冷戦の終結等により計画は凍結されている。アメリカ空軍ではジェミニ計画のハードウェアを利用し軍事宇宙ステーション（有人軌道展開システム）や敵性人工衛星の偵察（ブルー・ジェミニ）などを計画していたが、費用を理由に中止された。
ソ連では早期警戒レーダー網に探知されにくい部分軌道爆撃システム(FOBS)を実際に配備されていたが、命中精度などの問題が多く短期間で退役している。また宇宙ステーションアルマースは宇宙からの偵察や監視を目的としていたが、『自衛用』としてNR-23機関砲が搭載された。地上からの遠隔操作で衛星を狙撃することに成功し、機関砲の代わりに無誘導ミサイルを搭載した機種も存在したが、実際には制約が多く実験のみで終了した。この他にも炭酸ガスレーザーを備えた軍事衛星ポリウスを打ち上げたが、軌道投入に失敗し運用に至っていない。また1970年代には宇宙飛行士の装備として、反動無しで相手の光学機器や目にダメージを与える非殺傷兵器としてフラッシュライト付きレーザーガンが試作されたが、軍縮の流れによってプロジェクトは終了した。なおサバイバルキットには狩猟用の拳銃（TP-82）が含まれていた。
このように、宇宙空間に兵器を直接配置する事は技術的には可能だが、費用や政治の問題があり冷戦終結後に中止されている。
1991年に湾岸戦争が勃発すると、衛星を利用した攻撃目標の詳細位置の判別、GPS衛星を使用したミサイルの誘導、監視衛星による敵ミサイル発射の察知、気象衛星の情報を元にした作戦立案、通信衛星による連絡を通した戦場での部隊連携が行われた。このためコリン・グレイは湾岸戦争を「最初の宇宙戦争」と呼んだ。同戦争では、イラク軍によりGPSジャミング装置6台が試験的に導入され、衛星通信を妨害することでミサイルを外させることを試行しようとしていたが、実際に稼働する前に空爆で破壊されていたためにGPSジャミングは失敗したと見られる。軍事部門における宇宙空間の重要性が知られるようになると、各国とも研究するようになり、中国は衛星破壊実験を、北朝鮮はGPSジャミング実験を行っている。2007年には米空軍がGPS衛星が撃墜された想定で訓練を行っている最中に誤って民間使用分のGPS通信も切り、時刻同期にGPSの信号を用いる携帯電話やATMが停止するなど予想外の被害が広がった。また、空港の管制システムの停止も確認され、GPSジャミング機を使用した実験では船のジャイロコンパスのクラッシュも確認されている。このように、先端技術は様々な形で衛星に依存しており、宇宙空間の安全の確保が軍事的にも経済的にも重要であるために、アメリカでは宇宙優勢システム航空団が設立されている。
2018年にアメリカのドナルド・トランプ大統領は新軍種としてのアメリカ宇宙軍（United States Space Force）の設立構想を明らかにし、2019年12月20日に正式に設置された。
近年では他国の人工衛星の直接監視や、自国の人工衛星への補給を行う無人宇宙船も検討されている。

## 各国の宇宙関連部隊

### アメリカ合衆国

#### 軍種
- 宇宙軍（United States Space Force、2019年～）（旧 空軍宇宙軍団（Air Force Space Command、1982年～2019年））

#### 統合軍
- アメリカ宇宙コマンド（United States Space Command、1985年～2002年、2019年～）
- アメリカ戦略軍（United States Strategic Command、2002年～2019年）
  - 宇宙統合機能構成部隊（Joint Force Space Component Command、2006年～2019年）

### ロシア
- ロシア宇宙軍（2001年～2011年）
- ロシア航空宇宙防衛軍（2011年～2015年）
- ロシア航空宇宙軍

### イスラエル
- イスラエル航空宇宙軍

### 中国
- 中国人民解放軍戦略支援部隊（2015年～2024年）
- 中国人民解放軍軍事航天部隊（航空宇宙部隊）（2024年～）

### 日本
- 宇宙作戦隊[8][9]（航空自衛隊、2020年～2022年）
- 宇宙作戦群（航空自衛隊、2022年～）

### フランス
- フランス航空宇宙軍
  - 航空宇宙管制空軍旅団（BACE）

### スペイン
- スペイン航空宇宙軍

### コロンビア
- コロンビア航空宇宙軍

### イラン
- イスラム革命防衛隊航空宇宙軍
  - 宇宙司令部、および弾道ミサイル部隊

## 架空の宇宙軍
スペースオペラなどの宇宙を舞台とするSFでは、宇宙軍の設定は定番となっている。
- 宇宙艦隊：『スタートレック』（「惑星連邦#宇宙艦隊」を参照。『スタートレック』では正式には軍隊ではない）ほか
- 帝国宇宙軍：『スター・ウォーズ』（登場する主要勢力は、とくに明記もせず宇宙での活動を想定した軍隊を保持している）
- 地球防衛軍：『宇宙戦艦ヤマト』ほか
  - 国連宇宙軍：『宇宙戦艦ヤマト2199』
    - 地球連邦防衛軍：『宇宙戦艦ヤマト2202_愛の戦士たち』
- 地球連合軍：『機動戦士ガンダムSEED』ほか
- 地球連邦軍：『宇宙の戦士』、『機動戦士ガンダム』ほか
- 連合宇宙軍：今日泊亜蘭の諸作品、『クラッシャージョウ』、『機動戦艦ナデシコ』
- 地球統合宇宙軍、新統合軍：「マクロスシリーズ」(地球統合軍の名は「サンダーフォースシリーズ」でも使用されている)
- 宇宙防衛軍（UNSF）：『惑星大戦争』
- 日本帝国航空宇宙軍、国連宇宙総軍：『マブラヴ』・『マブラヴ オルタネイティヴ』
- 地球帝国宇宙軍：『トップをねらえ!』・『トップをねらえ2!』
- 太陽系宇宙軍（SCF）：『妖精作戦』
- 国連宇宙軍：『ZONE OF THE ENDERS』、『アルジェントソーマ』、『ほしのこえ』、『ヴァルキュリアの機甲』、『ほしからきたもの。』
- 国連宇宙防衛軍（UNSDF）：『太陽の簒奪者』
- 地球連邦宇宙軍：『宇宙軍士官学校』、『地球連邦の興亡』
- 航空宇宙軍：『航空宇宙軍史』ほか
- 王立宇宙軍：『王立宇宙軍 オネアミスの翼』
- 軌道保安庁：『プラネテス』、『無限のリヴァイアス』
- 惑星連合宇宙軍：『宇宙一の無責任男』シリーズ
- 監察宇宙軍：『銀河辺境シリーズ』
- 銀河パトロール隊：『レンズマン』
- 空間鉄道警備隊（SPG）：『銀河鉄道物語』（「銀河鉄道物語の戦闘列車」を参照）
- 自由惑星同盟軍、銀河帝国軍：『銀河英雄伝説』
- 太陽圏宇宙軍：『敵は海賊』
- 東銀河連邦宇宙軍：『銀河乞食軍団』